# Problepsis delphiaria
Problepsis delphiaria là một loài bướm đêm trong họ Geometridae.